# Peter Greene

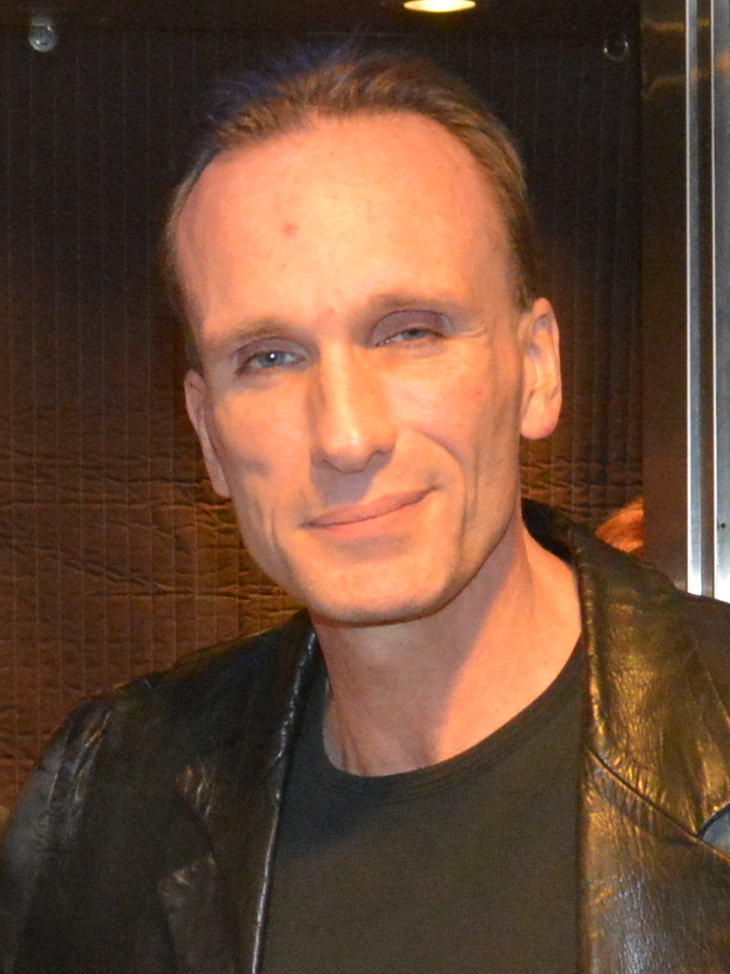
Peter Greene (2014)

Peter Greene (* 8. Oktober 1965 in Montclair, New Jersey) ist ein US-amerikanischer Schauspieler.

## Leben und Karriere
Greene strebte, bis er Mitte zwanzig war, keine Schauspielkarriere an. Anfang der 1990er hatte er einige kleinere Rollen im Kino und Fernsehen. Doch bereits 1993 wurde er für seine Darstellung in Laws of Gravity für den Independent Spirit Award als Bester Hauptdarsteller nominiert. Seinen Durchbruch hatte er 1993/94/95 mit vier Kinofilmen: Glatt rasiert, Pulp Fiction, Die Maske und Die üblichen Verdächtigen. Am bekanntesten war dabei seine Rolle als Vergewaltiger Zed in Pulp Fiction. In Die Maske spielte er Dorian Tyrell, den Gegenspieler von Jim Carrey und Cameron Diaz, für die Im Independent-Film Glatt rasiert verkörperte er den schizophrenen Peter Winter. In Die üblichen Verdächtigen spielte er die Rolle des Redfoot.
Greene behauptet sich als Charakterschauspieler und pflegt eine stetige Karriere, ohne dabei den ganz großen Durchbruch als Star erreicht zu haben. Er ist in vielen Produktionen zu sehen, spielt aber fast ausschließlich den Bösewicht oder zumindest negativ erscheinende Rollen.

## Filmografie (Auswahl)
- 1990: Hardball (Fernsehserie, Folge 1x16)
- 1992: Laws of Gravity
- 1993: Glatt rasiert (Clean, Shaven)
- 1993: Judgment Night – Zum Töten verurteilt (Judgment Night)
- 1994: Pulp Fiction
- 1994: Die Maske (The Mask)
- 1995: Alarmstufe: Rot 2 (Under Siege 2: Dark Territory)
- 1995: Die üblichen Verdächtigen (The Usual Suspects)
- 1996: Tödliche Verschwörung (The Rich Man's Wife)
- 1997: Cypher (Double Tap)
- 1999: Der Diamanten-Cop (Blue Streak)
- 2001: Law & Order (Fernsehserie, Folge 11x16)
- 2001: Ticker
- 2001: Training Day
- 2005: Krieg der Welten 3 – Wie alles begann (H. G. Wells’ War of the Worlds)
- 2006: Dead and Deader – Die Invasion der Zombies (Dead and Deader)
- 2006: End Game
- 2007: Final Engagement
- 2007: The Black Donnellys (Fernsehserie, 13 Folgen)
- 2010: Justified (Fernsehserie, Folge 1x01)
- 2010: Earthling
- 2010: Der Kautions-Cop (The Bounty Hunter)
- 2012: Das Kind (The Child)
- 2012: Keep Your Enemies Closer
- 2012: Hawaii Five-0 (Fernsehserie, eine Folge)
- 2018: City of Lies
- 2020: Tesla
- 2020: For Life (Fernsehserie)
- 2021: Body Brokers
- 2023: Little Dixie
- 2023: The Continental (The Continental: From the World of John Wick, Fernsehserie)